# Gyllenållon
Gyllenållon var en svensk adelsätt.
Ättens stamfar var Arvid Nilsson (död 1583) till Medhamra, som 1552 var slottsloven och 1568 kunglig befallningsman på Vadstena slott och sedermera ryttmästare. Arvid Nilsson överlämnade Vadstena slott till hertigarna Johan och Carl. Arvid Nilsson förde ett vapen med en stolpvis ställd pil som genomträddes av ett bomärke liknande bokstaven A (efter hans namn) upptill förenat med en bjälke. Hans hustru hette Sigrid Svensdotter.
Deras son Nils Arvidsson Gyllenållon var häradshövding när han 1594 adlades med namnet Gyllenållon. Sedermera blev Nils Gyllenållon befallningsman på Vadstena. Hans hustru var Barbro Andersdotter Björnram, dotter till ärkebiskopen Andreas Laurentii Björnram från Bureätten och Margareta Phase. Nils Gyllenållon skrev sig till Medhamra.
Nils Gyllenållon och Barbro Björnrams äldsta tre döttrar avled späda. Dottern Anna gifte sig med kyrkoherden Johannes Benedicti Bruzaeus av samma släkt som Kugelhjelm. Yngsta dottern Christina gifte sig med en Nils Eld.
Ätten fortlevde på svärdssidan med den ende sonen, ryttmästaren vid Adelsfanan Arvid Gyllenållon. Han introducerades på Riddarhuset på nummer 185. Han var gift två gånger. Första hustrun kom från Livland och hette Anna Krumesse. Två av hans barn med henne avled i unga år, och den äldste sonen major Gustaf Gyllenållon fick i sin tur bara en son, som avled barnlös i rysk fångenskap. Arvid Gyllenållons andra hustru var Brita Ulfsax, vars mor var en Stråle af Ekna. Två söner var löjtnanter och avled ogifta. Döttrarna gifte sig bland annat von Grünewald, von Clambeck och Leijonholm. Deras bror Leonard Gyllenållon var kapten och gift med Anna Koskull. En annan bror Anders Gyllenållon var major, och fick bara ett barn, Carl Gustaf som stupade ogift under Karl XII:s krig. Han hade dock under äktenskapslöfte fått barn med en Johanna Andersdotter, vilkens öde är okända.
Den ovan nämnde Leonard Gyllenållon fick med Anna Koskull sonen Peter Gustaf som stupade ogift i Karl XII:s krig, samt överstelöjtnant Arvid Philip Gyllenållon. Leonard Gyllenållon var gift en andra gång, med en till namnet okänd kvinna, och fick med henne sonen Johan Gyllenållon som avled i fångenskap i Sibirien efter slaget vid Poltava.
Arvid Philip Gyllenållon var gift med Margareta Reuter af Skälboö vars mor var friherrinnan Posse af Säby. De fick tre barn. Dottern Hedvig Ulrika var gift Sneckenberg och dottern Brita Lovia var gift von Heijne. Den ende sonen Gustaf Philip Gyllenållon var sergeant i artilleriet, men avled ogift 1736 och slöt därmed ätten på svärdssidan.